# 关于在航空器内的犯罪和犯有某些其他行为的公约
关于在航空器内的犯罪和犯有某些其他行为的公约（英語：Convention on Offences and Certain Other Acts Committed on Board Aircraft），简称东京公约（Tokyo Convention (1963)），是1963年国际民航组织制订的国际公约。公约在日本东京通过，于1969年12月14日生效，保存人是国际民航组织秘书长。

## 内容
公约列明了航空器的管辖权（第二章）、机长的权利（第三章）、非法劫持航空器发生时相关规定（第四章）、缔约国的权利义务（第五章）等。

### 管辖权
航空器登记国有权对该器内的犯罪及行为行使管辖权，而非登记国仅在以下情况对航空器进行干预并行使其形式管辖权：
1. 犯罪行为在该国领土上发生后果；
2. 犯人或受害人为该国国民或在该国有永久居所；
3. 犯罪行为危及该国安全；
4. 犯罪行为违反该国现行相关规则规定；
5. 该国必须行使管辖权，以确保该国遵守相关义务。

### 机长的权力
机长在有理由认为某人在航空器上已犯或行将犯相关罪行或行为时，可采取合理措施，以便：
1. 保证航空器、所载人员财产的安全；
2. 维持机上的良好秩序和纪律；
3. 将此人交付当局或使其离开。